# Elgin Museum

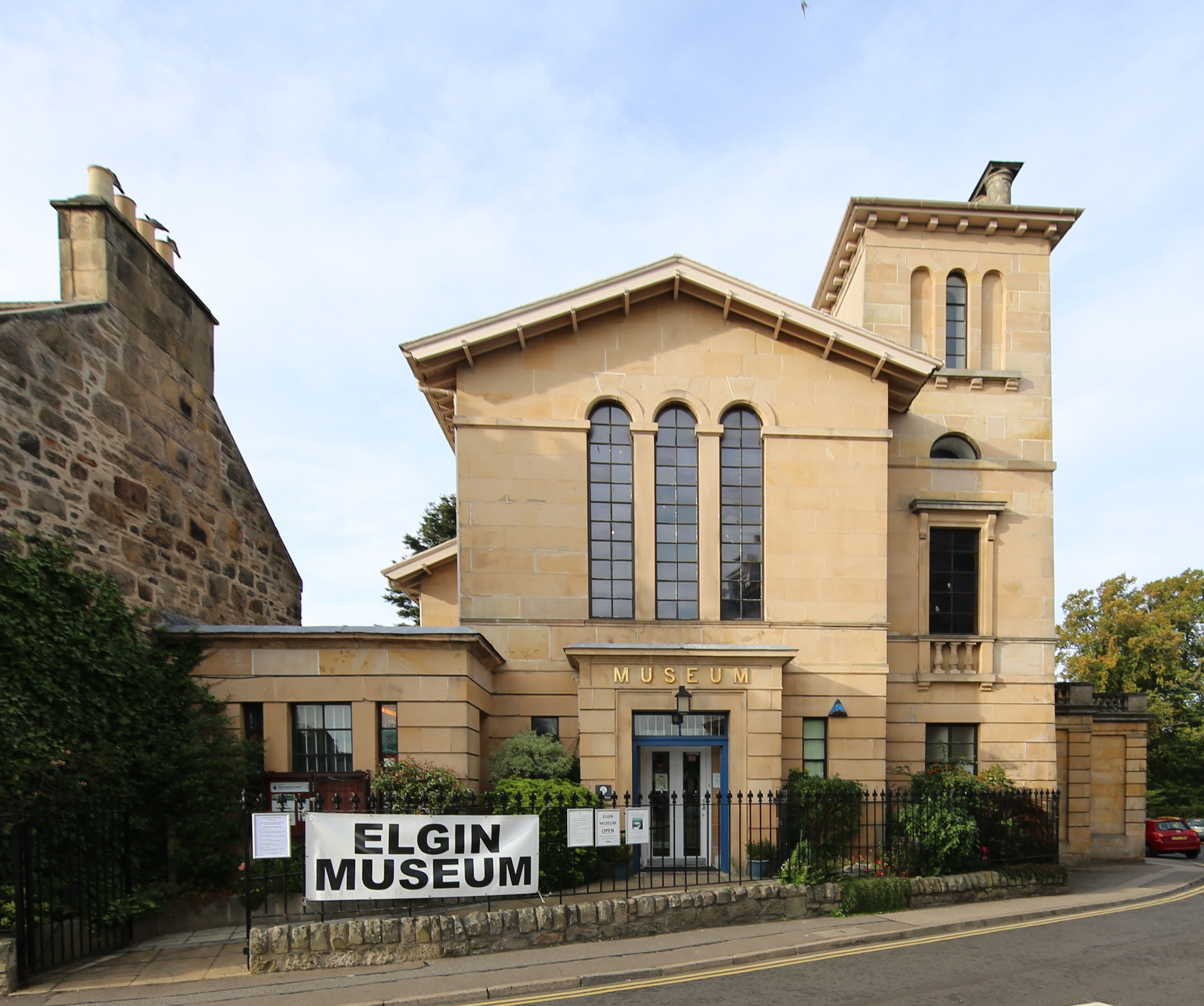
Elgin Museum

Das Elgin Museum ist ein heimatgeschichtliches Museum in der schottischen Kleinstadt Elgin in der Council Area Moray. 1971 wurde das Bauwerk in die schottischen Denkmallisten in der höchsten Denkmalkategorie A aufgenommen.

## Sammlung
Die Sammlung des Elgin Museums umfasst rund 36.000 Exponate, die jedoch nicht ständig ausgestellt sind. Thematisch wird auf das Leben in Moray fokussiert, das jedoch auch im gesamtschottischen beziehungsweise britischen Kontext beleuchtet wird. Beginnend bei rund 450 Mio. Jahre alten Fossilienfunden endet die Sammlung im 21. Jahrhundert. Zusätzlich zu paläontologischen und archäologischen Funden sind neben historischen Exponaten zu Moray und Elgin auch überregionale Kunstobjekte ausgestellt.

## Gebäude
Das Elgin Museum steht an der Einmündung der High Street in die College Street nahe dem Stadtzentrum Elgins gegenüber dem Marktkreuz von Elgin. Für den Entwurf des 1842 errichteten Gebäudes zeichnet der schottische Architekt Thomas Mackenzie verantwortlich. 1896 und noch einmal 1920 durch Alexander Marshall Mackenzie wurde das Bauwerk erweitert.
Das zweigeschossige Gebäude ist im historisierenden Italianate-Stil ausgestaltet. An der südexponierten Hauptfassade tritt das Hauptportal aus der Fassade heraus. Darüber sind drei Rundbogenfenster zu einem Drilling gekuppelt. Markant ist der dreigeschossige Campanile, der mit Pilastern, Blendbalustrade, und bekrönenden Gesimsen ausgeführt ist. Die Rundbogenfenster des obersten Geschosses sind teilweise blind.